# Peter Gethin

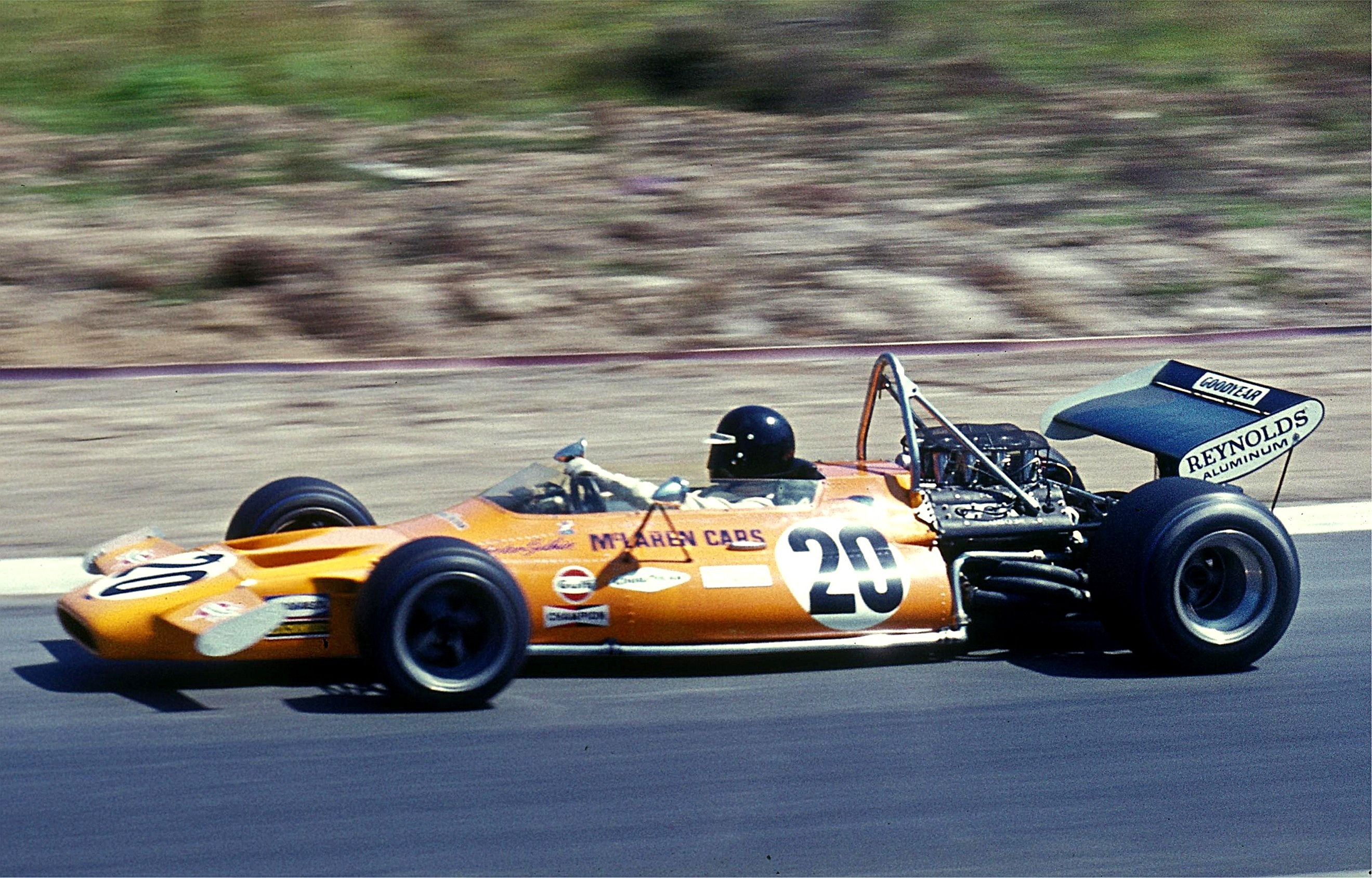
Peter Gethin podczas treningów do Grand Prix Niemiec (1971)

Peter Kenneth Gethin (ur. 21 lutego 1940 w Ewell, zm. 5 grudnia 2011) – brytyjski kierowca wyścigowy.
Gethin uczestniczył w 31 Grand Prix Formuły 1, debiutując 21 czerwca 1970 roku. Wygrał Grand Prix Włoch 1971, ustanawiając w tym wyścigu dwa rekordy: najszybszy przejazd całego wyścigu (rekord został pobity podczas Grand Prix Włoch 2003 przez Michaela Schumachera) oraz najmniejsza przewaga nad drugim kierowcą (0,01 s nad Ronniem Petersonem, rekord niepobity).
Gethin ścigał się także dla zespołu McLaren w 1970 roku w serii Canadian-American Cup Challenge, prowadząc model M8D. W tamtym sezonie wygrał jeden wyścig i zajął trzecie miejsce w klasyfikacji generalnej.
W 1974 roku wygrał mistrzostwa Formuły Tasman.
Później prowadził zespół Formuły 3000.

## Wyniki w Formule 1
| Legenda oznaczeń w tabelach wyników Wyświetl szablon na nowej stronie | Legenda oznaczeń w tabelach wyników Wyświetl szablon na nowej stronie                                                                     |
| Oznaczenie                                                            | Wyjaśnienie |
| --------------------------------------------------------------------- | --- |
| Złoty                                                                 | Zwycięzca lub mistrzostwo |
| Srebrny                                                               | 2. miejsce lub wicemistrzostwo |
| Brązowy                                                               | 3. miejsce lub II wicemistrzostwo |
| Zielony                                                               | Ukończył, punktował (w klasyfikacji generalnej, gdy zdobył co najmniej jeden punkt na przestrzeni sezonu, poza trzema powyższymi opcjami) |
| Niebieski                                                             | Ukończył, nie punktował (w klasyfikacji generalnej, gdy nie zdobył co najmniej jednego punktu na przestrzeni sezonu)                      |
| Czerwony                                                              | Nie zakwalifikował się (NZ) |
| Czerwony                                                              | Nie prekwalifikował się (NPK) |
| Różowy                                                                | Nie ukończył (NU) |
| Różowy                                                                | Niesklasyfikowany (NS) (w klasyfikacji generalnej, gdy nie został sklasyfikowany w żadnym wyścigu sezonu)                                 |
| Czarny                                                                | Zdyskwalifikowany (DK) |
| Czarny                                                                | Wykluczony (WYK/EX) |
| Biały                                                                 | Nie wystartował (NW) |
| Biały                                                                 | Kontuzjowany (K/INJ) |
| Biały                                                                 | Wyścig odwołany (OD/C) |
| Bez koloru                                                            | Został wycofany (WYC/WD) |
| Bez koloru                                                            | Nie przybył (NP/DNA) |
| Bez koloru                                                            | Nie brał udziału w treningach (NT/DNP) |
| Bez koloru                                                            | Nie został zgłoszony (–) |
| Pogrubienie                                                           | Start z pole position |
| Kursywa                                                               | Najszybsze okrążenie wyścigu |
| †                                                                     | Nie ukończył, ale jego rezultat został zaliczony ze względu na przejechanie więcej niż 90% dystansu wyścigu.                              |
| *                                                                     | Sezon w trakcie |
| 1/2/3                                                                 | Punktowana pozycja w sprincie kwalifikacyjnym                                                                                             |
| Lista systemów punktacji Formuły 1                                    | |

| Rok  | Zespół       | Samochód         | Silnik  | Wyniki w poszczególnych eliminacjach | Wyniki w poszczególnych eliminacjach | Wyniki w poszczególnych eliminacjach | Wyniki w poszczególnych eliminacjach | Wyniki w poszczególnych eliminacjach | Wyniki w poszczególnych eliminacjach | Wyniki w poszczególnych eliminacjach | Wyniki w poszczególnych eliminacjach | Wyniki w poszczególnych eliminacjach | Wyniki w poszczególnych eliminacjach | Wyniki w poszczególnych eliminacjach | Wyniki w poszczególnych eliminacjach | Wyniki w poszczególnych eliminacjach | Wyniki w poszczególnych eliminacjach | Wyniki w poszczególnych eliminacjach | Msc. | Pkt. |
| ---- | ------------ | ---------------- | ------- | ------------------------------------ | ------------------------------------ | ------------------------------------ | ------------------------------------ | ------------------------------------ | ------------------------------------ | ------------------------------------ | ------------------------------------ | ------------------------------------ | ------------------------------------ | ------------------------------------ | ------------------------------------ | ------------------------------------ | ------------------------------------ | ------------------------------------ | ---- | ---- |
| 1970 | McLaren      | M14A             | Ford V8 | ZAF                                  | ESP                                  | MCO                                  | BEL                                  | NLD NU                               | FRA                                  | GBR                                  | DEU NU                               | AUT 10                               | ITA NS                               | CND 6                                | USA 14                               | MEX NU                               |                                      |                                      | 23   | 1    |
| 1971 | McLaren      | M14A M19A        | Ford V8 | ZAF NU                               | ESP 8                                | MCO NU                               | NLD NS                               | FRA 9                                | GBR NU                               | DEU NU                               |                                      |                                      |                                      |                                      |                                      |                                      |                                      |                                      | 9    | 9    |
| 1971 | BRM          | P160             | BRM V12 |                                      |                                      |                                      |                                      |                                      |                                      |                                      | AUT 10                               | ITA 1                                | CND 14                               | USA 9                                |                                      |                                      |                                      |                                      | 9    | 9    |
| 1972 | BRM          | P160B P160C P180 | BRM V12 | ARG NU                               | ZAF NS                               | ESP NU                               | MCO NU                               | BEL NU                               | FRA NW                               | GBR NU                               | DEU                                  | AUT 13                               | ITA 6                                | CND NU                               | USA NU                               |                                      |                                      |                                      | 21   | 1    |
| 1973 | BRM          | P160E            | BRM V12 | ARG                                  | BRA                                  | ZAF                                  | ESP                                  | BEL                                  | MCO                                  | SWE                                  | FRA                                  | GBR                                  | NLD                                  | DEU                                  | AUT                                  | ITA                                  | CND NU                               | USA                                  | –    | 0    |
| 1974 | Embassy Hill | T370             | Ford V8 | ARG                                  | BRA                                  | ZAF                                  | ESP                                  | BEL                                  | MCO                                  | SWE                                  | NLD                                  | FRA                                  | GBR NU                               | DEU                                  | AUT                                  | ITA                                  | CND                                  | USA                                  | –    | 0    |